# 근로인민당
근로인민당(勤勞人民黨, 영어: Laboring People's Party)은 1947년 5월 24일 창당된 대한민국의 온건 좌익계 정당이다. 약칭 근민당이라고도 불린다. 대한민국 정부수립 전에 창당되었으나 정부 수립후에도 일정 기간 존속하다가 독립노농당에 흡수되었다.

## 개요
1947년초, 미소공위가 재개될 조짐을 보이자 여운형은 남부 지방을 순회하면서 정치활동을 재개하였다. 그는 지방여행의 결과 구 인민당원의 절반 정도는 남로당에 들어갔지만, 아직 십만여 지지자가 있다고 보고 이를 기반으로 근로인민당을 결성하였다. 여운형이 위원장, 백남운이 부위원장을 맡았다. 그러나 근로인민당은 1947년 7월 19일 여운형 선생을 적대적으로 여긴 테러 집단에게 암살당함으로써 곧 몰락하고 말았다.
여운형 암살후 벽초 홍명희가 당수가 되었으며 1948년 남북협상에 참여하여 근로인민당 대표 자격으로 남북연석회의에 활동하였으나 홍명희의 월북 이후 장건상이 당수직을 맡다가 1949년 독립노농당에 흡수, 와해되었다.
북한에서는 리용의 주도하에 1957년 선거때까지는 의석을 확보하였으나 이후에 이뤄진 대숙청으로 1959년 선거 이후로는 리용을 포함한 모든 당원들이 숙청당하며 당은 폐당됐다.

## 참고 자료
- 강준만, 《한국현대사산책》〈1940년대편 2권〉(인물과사상사, 2004) 47쪽.
- 비운의 역사 현장 아! 경교장(경교장복원범민족추진위원회 편,2003)

## 같이 보기
- 여운형
- 박헌영
- 장건상
- 홍명희
- 조봉암